# کلارک دوک
کلارک دوک (انگلیسی: Clark Duke؛ زاده ۵ مهٔ ۱۹۸۵) یک هنرپیشه اهل ایالات متحده آمریکا است. وی از سال ۱۹۹۲ میلادی تاکنون مشغول فعالیت بوده‌است.
از فیلم‌ها یا برنامه‌های تلویزیونی که وی در آن نقش داشته است می‌توان به کیک-اس، خانواده کرودها، دزد هویت، مادر های بد ، دو مرد و نصفی، خیلی بد، جکوزی ماشین زمان، ای.سی.او.دی و سریال اداره اشاره کرد.